# The Bottle Rockets
The Bottle Rockets is een Amerikaanse country rockband. Het is in 1992 opgericht door Brian Henneman, Tom Parr, Tom Ray en Mark Ortmann. Naast Brian Henneman en Mark Ortmann bestaat de band momenteel uit John Horton en Keith Voegele.

## Bezetting
Oprichters
- Brian Henneman (zang, gitaar, banjo)
- Tom Parr (leadgitaar, zang)
- Tom Ray (basgitaar)
- Mark Ortmann (drums)

Huidige bezetting
- Brian Henneman (gitaar, zang)
- Mark Ortmann (drums)
- John Horton (gitaar)
- Keith Voegele (basgitaar)

Voormalige leden
- Robert Kearns (basgitaar)

## Geschiedenis
Het gelijknamige debuutalbum van The Bottle Rockets werd uitgebracht in 1993. Het tweede album The Brooklyn Side kwam uit in 1994 en werd geproduceerd door Eric 'Roscoe' Ambel. De bekendste nummers zijn de akoestische Welfare Music en 1000 Dollar Car. Het nummer Radar Gun werd uitgebracht als single, die in 1995 de 27e plaats behaalde in de Hot Mainstream Rock Tracks hitlijsten van Billboard Magazine. De band ging op tournee met het album en verscheen ook in de Late Night Show van Conan O'Brien op de Amerikaanse nationale televisie.
In 1996 contracteerde Atlantic Records de band, die het derde album 24 Hours A Day uitbrachten in 1997. Aangezien het label bijna geen reclame voor de plaat maakte, was er geen groot succes. Het album werd opnieuw geproduceerd door Eric 'Roscoe' Ambel. Nadat Atlantic Records het contract met The Bottle Rockets opnieuw had opgezegd, werd de acht nummers tellende ep Leftovers in 1998 uitgebracht bij het label Doolittle Records, met nummers als Get Down River en If Walls Could Talk, maar ook van niet uitgebracht materiaal van de Atlantic Sessions. Eric 'Roscoe' Ambel, die de band ook op gitaar ondersteunde, trad op als producent. Aangezien Tom Ray eind 1997 de band had verlaten, werd het volgende album Brand New Year opgenomen met de nieuwe bassist Robert Kearns (ex-Cry Of Love). De cd, opnieuw geproduceerd door Eric 'Roscoe' Ambel, werd in Duitsland uitgebracht door Blue Rose Records.
In 2001 tekenden The Bottle Rockets een platencontract met het alternatieve countrylabel Bloodshot Records. Als eerste album voor het nieuwe label nam de band het nummer Songs Of Sahm (2002) op, dat The Bottle Rockets zagen als een eerbetoon aan de in 1999 overleden singer/songwriter Doug Sahm (Sir Douglas Quintet). De cd bevatte 13 min of meer bekende nummers, allemaal geschreven door Doug Sahm.
In de zomer van 2003 werd bekend dat Tom Parr de band had verlaten. In een trio-bezetting - Henneman, Ortmann en Kearns - namen The Bottle Rockets hun 7e studioalbum Blue Sky op, dat werd geproduceerd door Warren Haynes (Allman Brothers Band, Gov't Mule), samen met Michael Barbiero (John Lennon, Metallica) bij de Water Music Studios in Hoboken (New Jersey) en in november 2003 werd uitgebracht door Sanctuary Records. The Bottle Rockets kregen in de studio muzikale ondersteuning van Mark Spencer (Blood Oranges, Jay Farrar) en Danny Louis (Gov't Mule). Scott Taylor nam ook deel aan de songwriting.
In maart 2005 verliet bassist Kearns de band en werd vervangen door Keith Voegele en ook John Horton voegde zich bij de band. Met Live In Heilbronn/Germany July 17, 2005 (uitgebracht in 2006 en geproduceerd in Duitsland) presenteerden The Bottle Rockets hun eerste live-album. Het bevat 28 nummers (plus 2 video's) met de beroemdste nummers van de band. Het werd opgenomen op de 44e verjaardag van Henneman in het gemeenschapscentrum Böckingen in de wijk Heilbronn in Böckingen.

## Discografie
- 1993: The Bottle Rockets (East Side Digital)
- 1994: The Brooklyn Side (East Side Digital)
- 1997: 24 Hours A Day (Atlantic Records)
- 1998: Leftovers (Doolittle Records)
- 1999: Brand New Year (Blue Rose Records)
- 2002: Songs Of Sahm (Blues Rose Records)
- 2003: Blue Sky (When!/Sanctuary Records)
- 2005: Live In Heilbronn/Germany July 17, 2005 (Dubbel-cd)
- 2006: Zoysia (Blue Rose Records)
- 2009: Lean Forward (Blue Rose Records)
- 2011: Not So Loud
- 2013: Deluxe Edition: Bottle Rockets / The Brooklyn Side (Blue Rose Records)
- 2015: South Broadway Athletic Club (Bloodshot Records)
- 2018: Bit Logic (Blood Shoot Records)